# Кэгон (водопад)
Кэго́н (яп. 華厳滝 Кэгон-таки) — водопад в районе города Никко, префектура Тотиги, Япония. Расположен в национальном парке Никко на реке Дайя, которая вытекает из восточной части горного озера Тюдзендзи. Когда-то русло реки было перегорожено лавовыми потоками проснувшегося вулкана, и теперь она ниспадает с высоты 97 м, едва покинув пределы озера. По сторонам основной струи находятся примерно двенадцать небольших водопадов, стекающих через трещины в горах и затвердевших лавовых потоках.
Название водопада взято из буддистских сутр  (яп. 華厳経 Кэгонгё:, Аватамсака-сутра). Всего в Никко 48 водопадов, но Кэгон — самый известный. Кроме того, Кэгон входит в число трёх красивейших водопадов Японии вместе с водопадом Нати в префектуре Вакаяма, водопадом Фукурода в префектуре Ибараки. Подойти к водопаду было сложно, пока в 1900 году у его подножья не был построен чайный домик. В 1930 году был введён в действие подъёмник. Летом у водопада можно наблюдать летающих ласточек.
Измерение скорости отступления водопада, произведённое в 2003 году показало, что водопад приближается к озеру на 1,8 см в год. Водопад Кэгон популярен среди туристов, дополняя культурные достопримечательности включённого в список Всемирного наследия ЮНЕСКО города Никко.

## Самоубийства

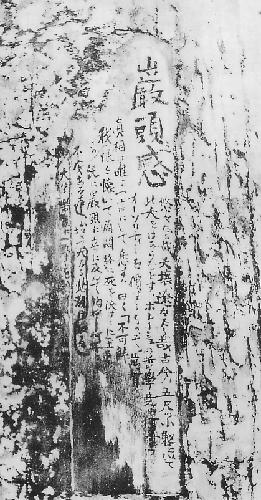
Прощальная записка Мисао Фудзимуры

Кроме того, водопад печально известен как место частых самоубийств среди молодых японцев (Эффект Вертера), начиная с мая 1903 года, когда с него спрыгнул 18-летний студент философии Мисао Фудзимура. Перед самоубийством Фудзимура оставил стихотворную предсмертную записку на стволе дерева, впоследствии растиражированную СМИ.